# Expedició a Tunis (1282-1286)
L'expedició a Tunis de 1282 fou enviada per Pere el Gran amb objecte de donar suport a Abu-Bakr ibn al-Wazir en la seva lluita contra Abu-Ishaq Ibrahim I.

## Antecedents
Abu-Bakr ibn al-Wazir, senyor de Constantina, que lluitava contra Abu-Ishaq Ibrahim, soldà de Tunis, havia promès pel seu suport el control d'Alcoll al rei català.

## L'expedició
El 6 de juny de 1282 els almogàvers van partir amb una flota de més de cent vaixells preparada per Ramon Marquet Rubí i dirigida per Roger de Llúria al servei de Pere el Gran, amb la participació d'Arnau Roger I de Pallars Sobirà va sortir probablement de Port Fangós.
L'expedició, que es va reagrupar a Maó, havia d'auxiliar Abu-Bakr ibn al-Wazir, però Abu-Úmar ibn Saïd, l'arrais de Menorca envià un missatger d'avís al soldà de Tunis, i els secessionistes foren vençuts i Ibn al-Wazir decapitat. Pere desembarcà a Alcoll el 28 de juny i envià una ambaixada al papa demanant subsidis per a emprendre una croada, que li fou denegada. Mentrestant, arribaren ambaixadors sicilians, que davant el setge de Messina de Carles d'Anjou li oferiren a Pere el Gran la corona de Sicília, que acceptà, i el 30 d'agost l'expedició catalana desembarcava a Trapani. L'ocupació de Sicília per part del rei Pere fou seguida per la de Malta, Gozzo i Gerba i el 1286 s'hi van incorporar les illes dels Quèrquens.

## Conseqüències
Les illes foren una senyoria de Roger de Lloria i la seva família en feu del rei d'Aragó. Roger hi va construir una fortalesa el 1289 prop de l'antiga Meninx, que es va dir Castelló (després Kashtil).
Els intents de revolta local i els atacs tunisians van forçar al rei Frederic de Sicília a incorporar l'illa al Regne de Sicília el 1309 i conferir el seu govern a Ramon Muntaner, que hi va exercir del 1311 al 1314. El 1311 hi va haver una fam d'alguns mesos. L'illa es va revoltar amb ajut dels tunisencs (els hàfsides d'Abu-Bakr) i tot i l'heroica resistència catalana al Castelló (1334-1335) van haver d'abandonar l'illa.